# Язловецкий, Николай
Николай Язловецкий (1550—1595) — государственный и военный деятель Речи Посполитой, дворянин королевский (1578), староста снятынский, червоноградский и сокальский. Из рода Язловецких.

## Биография
Представитель польского шляхетского рода Язловецких герба «Абданк». Второй сын гетмана великого коронного и воеводы русского Ежи Язловецкого (1510—1575) и Эльжбеты Тарло. Братья — староста червоноградский Пётр Анджей (ум. 1581), староста хмельницкий Михаил (ум. до 1584) и воевода подольский Иероним (ок. 1570—1607).
Первоначально кальвинист, затем перешел в римско-католическую веру. В молодости учился в Италии. После возвращения на родину, в соответствии с традициями своей семьи, начал военную службу. В 1569 году ему принадлежал Гусятин. В 1572 году Николай Язловецкий вместе с воеводой подольским Николаем Мелецким совершил военный поход против молдавского господаря Богдана IV (1568—1572).
В 1573—1575 годах Николай Язловецкий находился в Париже, откуда вернулся в 1575 году в связи со смертью своего отца. Унаследовал от него Язловецкий замок. В декабре 1575 года был одним из членов польского посольства к трансильванскому князю Стефану Баторию, для выдвижения его кандидатуры на польский трон. Благодаря поддержке С. Батория, в 1576 году получил во владение староство снятынское, а в 1578 году стал королевским дворянином.
В 1576 году Николай Язловецкий принимал участие в приведении к присяге нового короля Речи Посполитой Стефана Батория. Отличился во время Ливонской войны, в частности, в 1580 году в битве под Торопцом.
В 1582 году воевал с врагом Речи Посполитой, господарем Молдавии Янку V Сасулом (Янкулом), который пытался бежать в Венгрию. Николай Язловецкий арестовал его в Покутье и отправил во Львов, где его казнили. В феврале 1587 года участвовал в сеймике Русского воеводства во Львове. Оказывал поддержку братьям казненного Самуила Зборовского, а не их противнику, гетману великому коронному Яну Замойскому, который в своё время помогал ему.
В 1587 году участвовал в конвокационном сейме в Варшаве. 7 марта 1587 года присутствовал на подписании акта конфедерации, по которому выборы нового короля должны были состояться в последний день июня. Принимал участие в неудачной для сторонников кандидата на престол эрцгерцога Максимилиана Габсбурга битве под Краковом. На третий день после избрания Сигизмунда III Вазы Зборовские провозгласили Максимилиана королём Речи Посполитой. После изгнания он пытался осадить Львов, в январе 1588 года захватил галицкие предместья, но после обещания львовского католического архиепископа Яна Димитра Соликовского предоставить ему королевскую амнистию отказался от осады города. В 1589 году получил от короля полную амнистию (при содействии Яна Димитра Соликовского), во время набега крымских татар на окрестности Львова и Тарнополя ему доверили защищать Каменец-Подольский.
16 марта 1589 года сеймовый суд в Варшаве, разбиравший спор между братьями Дружбицами и Николаем Язловецким относительно убийства последним Прокопа Дружбица, велел старосте поклясться, что он совершил убийство непредумышленно.
В 1591 году Николай Язловецкий был «старшим» над запорожскими казаками, что значительно уменьшало гетмансую власть Яна Замойского. Казаки пытались посадить на молдавский господарский престол потомка Иоана Водэ. Польский король, опасавшийся конфликта с Османской империей, приказал Н. Язловецкому повлиять на казаков. Под влиянием Язловецкого казаки выдали своего кандидата польскому правительству, которое заточило его в Мальборкском замке.
В том же 1591 году по поручению короля Сигизмунда III Вазы Николай Язловецкий вёл переговоры с казаками, которое поддерживали молдавского господаря Ивоню, в результате чего они передали его в руки поляков. По королевскому распоряжению должен был укрепить замок в Кременце для предотвращения татарских набегов, но не выполнил его из-за нехватки средств. 25 июля 1591 года в Кракове король Сигизмунд III Ваза подписал грамоту, оставляя Николая Язловецкого начальником реестровых казаков. В следующем 1592 году присутствовал на свадьбе польского короля Сигизмунда III с австрийской принцессой в Кракове (28 мая вместе с другом, старостой теребовльским Якубом Претвичем, нёс балдахин над сакраментом).
После ограбления ксендзом Марцином костёла и саркофагов с телами его умерших предков, Николай Язловецкий потребовал, чтобы костёл и монастырь в Язловце были переданы доминиканцам, а монастырь повышен до ранга приорства. В 1594 году вёл переговоры об этом с магистром ордена доминиканцев Ипполито Марией Беккарией. В том же году участвовал в неудачном походе против крымских татар.
В 1595 году Николай Язловецкий находился в Кракове, где лечился от болезни. 30 августа того же года, будучи больным, пожаловал монахам-доминиканцам имущество и средства, что подтвердил король. Был похоронен в доминиканском костёле в Язловце.

## Меценат
Выделял средства на отделку язловецкого замка, на постройку нового каменного костёла Преображения Девы Марии в Язловце (в знак благодарности архиепископу львовскому Я. Д. Соликовскому), на возведение здания военного госпиталя в Язловце, на дома убогих в Язловце, для приходского костёла Марии Магдалены в Язловце.

## Семья
Был женат трижды, но не имел детей:
- Катажина Гербурт
- Анна Сенявская (? — 1586), дочь гетмана польного коронного Николая Сенявского (1520—1584) и Анны Сапеги (ум. ок. 1580).
- с 1589/1591 года Александра Тышкевич (ум. после 1593|1596), дочь старосты каневского и черкасского, графа Василия Тышкевича (1492—1571) и Анастасии Сопотковской (ум. после 1579), вдова староста гродненского и могилевского Александра Ходкевича (ум. 1578), и подчашего великого литовского, князя Константина Острожского (1563—1588).